# Altar Q de Copán

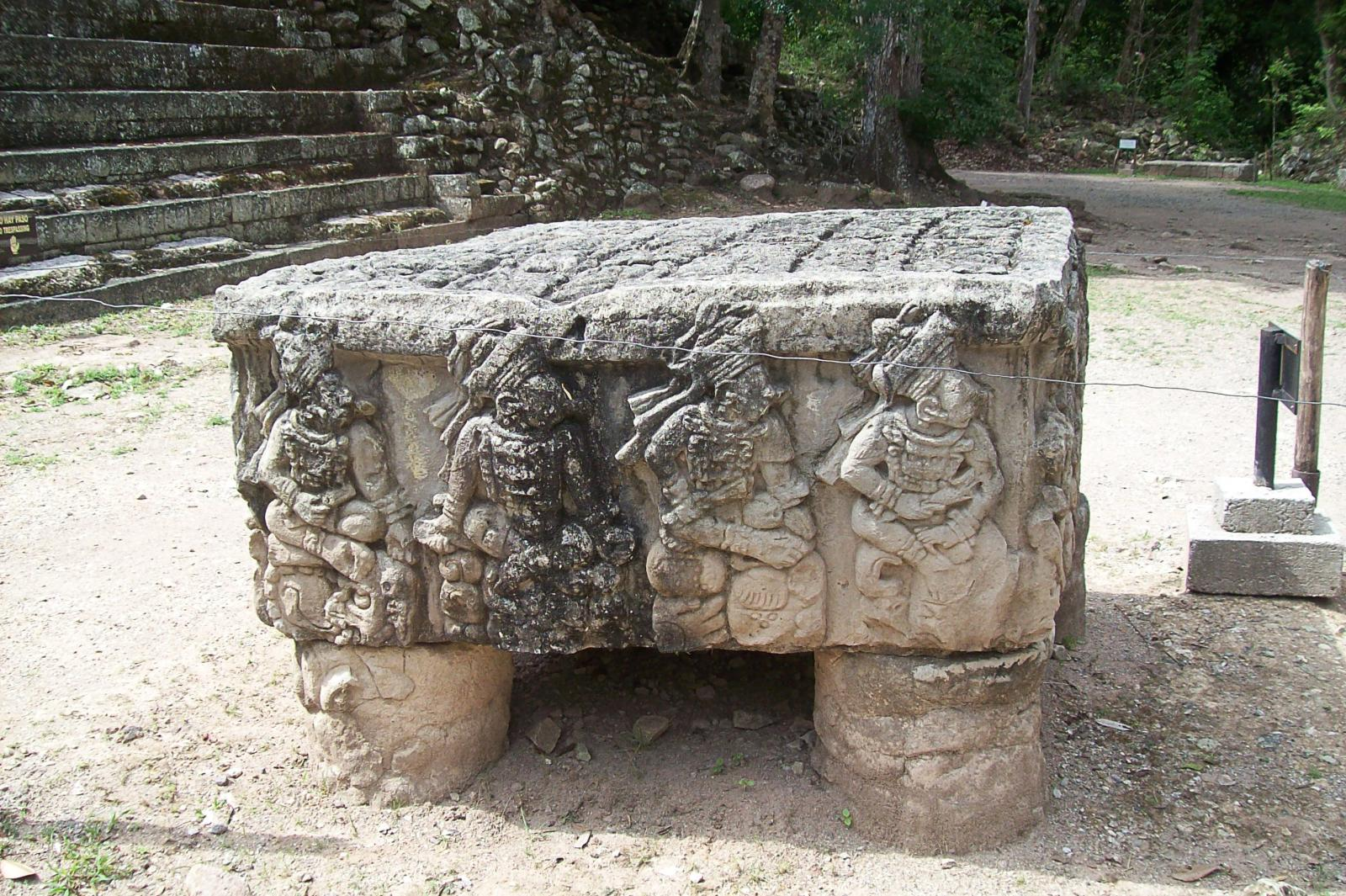
Altar Q de Copán en Honduras

Altar Q es la denominación dada a una de las más notables esculturas de piedra en forma de bloques rectangulares (apodados "altares") encontrados en el sitio arqueológico de Mesoamérica de Copán, en la actualidad Honduras. 
La ciudad de Copán fue un importante centro de la civilización Maya durante el Periodo Clásico de la cronología de Mesoamérica, y el Altar Q es un registro de 16 personajes reinantes de un linaje dinástico de Copán, escrito en glifos maya.
El altar fue creado durante el gobierno del rey Yax Pac en el año 776.  Cada uno de los dieciséis líderes de Copán se muestra con un retrato de cuerpo completo, cuatro en cada lado del monumento. Comienza con Yax Kuk Mo, que gobernó a partir de 426,. Por lo tanto, el monumento de representaciones abarca trescientos cincuenta años de gobernantes. 
Cada gobernante está sentado en un glifo que representa a su nombre, excepto por el fundador que está sentado sobre un símbolo de Señor y con su nombre escrito en los adornos que lleva sobre su cabeza. En la parte frontal del monumento está Yax Kuk Mo (el #1, el fundador) entregando la insignia de reinado a Yax Pac (el #16). Ésta fue una forma de propaganda, para poner de manifiesto que Yax Pac era tan legítimo para gobernar como el primer líder, el fundador de la dinastía. 
El nombre Altar Q fue dado por Alfred Maudslay quien realizó la primera exploración arqueológica del sitio en 1886.  En aquel tiempo el altar se encontraba en la parte inferior de la escalera en la Estructura 16, la pirámide central de la Acrópolis de Copán. Posteriormente se trasladó al Museo de Escultura de Copán.

## Inscripción
Según la interpretación de David Stuart:
La inscripción en la parte superior del altar Q realmente cuenta la historia de Yax K'uk Mo 'y cómo llegó a Copán. Comienza con una referencia a un día a principios de los años 400, cuando dice que tomó los emblemas de su cargo en un lugar que creemos que está conectado de alguna manera a Teotihuacan o con algún sitio del centro de México. Tres días después, dice, viene de ese lugar; deja ese preciso lugar. Y luego, la inscripción continúa diciendo algo verdaderamente notable. Ciento cincuenta y tres días después de su partida, al parecer de un lugar  de México Central, descansa sus piernas. Y luego dice que es un Señor del Oeste, y ése es el título que tiene en todas las inscripciones de Copán, a lo largo de la historia. Y finalmente, los dos últimos glifos del pasaje dicen "Hu'li Uxwitikî", "llegó a Copán". Así que no hay duda en mi mente que K'Inich Yax K'uk Mo 'se convirtió en rey, en un lugar muy lejano en el centro de México, y trajo esos emblemas de su cargo aquí a Copán para fundar la dinastía.